# Palazuelos de Muñó
Palazuelos de Muñó è un comune spagnolo di 52 abitanti situato nella comunità autonoma di Castiglia e León.